# Шапел Гонаге
Шапел Гонаге (фр. Chapelle-Gonaguet) насеље је и општина у југозападној Француској у региону Аквитанија, у департману Дордоња која припада префектури Периже.
По подацима из 2011. године у општини је живело 1077 становника, а густина насељености је износила 56,48 становника/km². Општина се простире на површини од 19,07 km². Налази се на средњој надморској висини од 179 метара (максималној 233 m, а минималној 95 m).

## Демографија
| 1962. | 1968. | 1975. | 1982. | 1990. | 1999. | 2011. |
| ----- | ----- | ----- | ----- | ----- | ----- | ----- |
| 266   | 307   | 331   | 421   | 703   | 863   | 1.077 |

График промене броја становника у току последњих година